# Видеоинсталляция
Видеоинсталляция — форма современного искусства, сочетающая видеотехнологии с инсталляцией и используя все аспекты созданного пространства для воздействия на зрителя. Истоки видеоинсталляции прослеживаются до 1970-х годов, когда зародился видео-арт, однако её популярность возросла в последние годы в связи с появлением более доступной технологии цифрового видео. В конце 2010-х годов видеоинсталляция распространена повсеместно и обнаруживается в самых разных средах: от галерей и музеев до объектов в городских или промышленных ландшафтах. Популярными форматами видеоинсталляции являются монитор, проекция и перфоманс. Для создания видеоинсталляции требуются две вещи: электричество и тьма.
Один из основных принципов, которым следуют художники при создании видеоинсталляции — использование пространства в качестве ключевого элемента нарративной структуры. Благодаря этому хорошо знакомое линейное кинематографическое повествование распределяется по всему пространству, обеспечивая эффект погружения. Зритель играет активную роль, поскольку именно он определяет повествовательную последовательность, продвигаясь в организованном пространстве. Иногда идея соучастия зрителей расширяет произведение до интерактивной видеоинсталляции. Также видеоряд может отображается таким образом, что зритель становится частью сюжета в качестве персонаж фильма.
Пионером видеоинсталляции считается американский художник корейского происхождения Нам Джун Пайк, с середины 1960-х годов создававший скульптурные композиции с использованием нескольких телевизионных мониторов. Пайк продолжил работу с видеостенами и проекторами, создавая объёмную иммерсивную среду. Ещё один из ранних создателей видеоинсталляций — немецкий художник Вольф Фостель, который в 1963 году выставил в галерее Смолин в Нью-Йорке работу 6 TV Dé-coll/age («Шесть ТВ-деколлажей»).
Известные американские художники, работающие с видеоинсталляцией — Билл Виола, Гэри Хилл и Тони Оуслер . Билл Виола считается мастером этой формы. Его выставка в Музее Уитни в Нью-Йорке в 1997 году, наряду с выставкой Гэри Хилла в Художественной галерее Генри в Сиэтле стала переломным моментом в истории искусства видеоинсталляции, отметившим окончание первого поколения и начало следующего. Гари Хилл, также считающийся одним из мастеров формы, создал довольно сложные и инновационные видеоинсталляции, использующие комбинации телевизионных трубок, проекций и ряда технологий других технологий, начиная от лазерного диска до DVD и новых цифровых устройств, чтобы зритель мог взаимодействовать с произведением. Например, в Tall Ships 1992 года созданной по предложению Яна Хута для выставки documenta 9, зрители входят в тёмное пространство, похожее на зал, где призрачные изображения сидящих фигур проецируются на стену. Появление зрителя заставляет сидящую фигуру встать и двигаться к нему, создавая жуткий эффект мертвеца в потустороннем мире. Тони Оуслер использовал технологию миниатюрных проекторов, разработанную в начале 1990-х годов, которые встраивал в скульптуры и конструкции, а также за счет улучшенной яркости размещал изображение на поверхностях, отличных от плоского экрана.
В 1972 году в галерее House London (Великобритания) Дэвид Холл и Тони Синден выставили первую многоэкранную инсталляцию из 60 телевизоров. Британская видеоинсталляция имела свой характерный стиль, который впервые был продемонстрирован на международном видеошоу в Serpentine Gallery в Лондоне в 1975 году. Впоследствии в Ливерпуле и Халле стали проходить регулярные фестивали видеоискусства, а работы художников выставляться в общественных галереях, таких как Музей современного искусства в Оксфорде. Примером ранних видеоинсталляций являются работы британской художницы и кинорежиссёра Сэм Тейлор-Вуд.
Американская художница иранского происхождения Ширин Нешат сочетает видеоинсталляции с кинематографической насыщенностью чувств.

## Представители направления
- Вито Аккончи
- Густаво Агерре
- Дуг Айткен
- Марсия Александер-Кларк
- Мадлен Альтманн
- Кутлуг Атаман
- Мэтью Барни
- Сильви Беланджер
- Bull.Miletic
- Джанет Кардифф и Джордж Буреш Миллер
- Брюс Чарльзуорт
- Джорди Коломер
- Крис Каннингем
- Хайко Даксл
- Малака Деваприя
- Фред Форест
- Ингеборг Фюлепп
- Фрэнк Джилетт
- Дуглас Гордон
- Дэн Грэм
- Дэвид Холл
- Гари Хилл
- Тереза Хаббард / Александр Бирчлер
- Пьер Хайге
- Руна Ислам
- Эми Дженкинс (художник)
- Джоан Джонас
- Майк Келли
- Ленни ли
- Габриэль Лестер
- Энтони Макколл
- Антони Мунтадас
- Брюс Науман
- Деннис Оппенгейм
- Валерио Рокко Орландо
- Тони Уэслер
- Нам Джун Пайк
- Слободан Пажич
- Филипп Паррено
- Келли Ричардсон
- Софи Рикетт
- Пипилотти Рист
- Дон Риттер
- Дэвид Рокби
- Марта Рослер
- Лорна Симпсон
- Майкл Смит
- Дженнифер Стейнкамп
- Сурекха (Индия)
- Ева Суссман
- Система D-128
- Диана Тэйтер
- Стейна и Вуди Васулька
- Билл Виола
- Миннетт Вари
- Вольф Востелл
- Джиллиан Носить
- Apichatpong Weerasethakul
- Роберт Вегман
- Роджер Уэлч
- Ли Уэллс
- Yeastculture
- Эйя-Лииза Ахтила